# Studio Fizbin
Studio Fizbin ist ein deutscher Entwickler von Computerspielen. Das in Ludwigsburg und Berlin ansässige unabhängige Unternehmen wurde 2011 von Sebastian Hollstein, Alexander Piper und Mareike Ottrand gegründet und ist bekannt für die Spiele The Inner World, Minute Of Islands, Say No! More und Lost At Sea. Studio Fizbin wurde 2021 als „Bestes Studio“ mit dem Deutschen Entwicklerpreis ausgezeichnet.

## Geschichte
Studio Fizbin wurde 2011 als unabhängiges Unternehmen dreier junger Absolventen gegründet. Sebastian Hollstein und Mareike Ottrand studierten an der Filmakademie Baden-Württemberg in Ludwigsburg und trafen im Rahmen eines zwischenuniversitären Kurses auf den Programmierer Alexander Pieper, der zu dieser Zeit Student der Hochschule Ravensburg-Weingarten war. Zusammen erarbeiteten sie einen Prototyp des Point-and-Click-Adventures The Inner World. Nach Abschluss ihrer Studien gründete das Trio Studio Fizbin und nahm parallel Auftragsarbeiten entgegen, um die weitere Entwicklung zu finanzieren. Mit staatlicher Förderung in Höhe von 100.000 Euro und in Zusammenarbeit mit Publisher Headup Games veröffentlichte Studio Fizbin 2013 ihren ersten Titel.
2015 gründete das Unternehmen eine Zweigstelle in Berlin. Dies ermöglichte Zugang zu Förderprogrammen für Berliner Entwickler. In Berlin ist Studio Fizbin Teil des Indie-Entwickler-Kollektivs Saftladen, dem auch Megagon Industries (Lonely Mountains: Downhill) und Maschinen-Mensch (Curious Expedition) angehören. Der Nachfolger des ersten Spiels, The Inner World: The Last Windmonk, erschien 2017. Im Anschluss nahm das inzwischen gewachsene Team die Arbeit an mehreren experimentelleren Projekten auf, die 2021 in den Veröffentlichungen von Minute Of Islands, Say No! More und Lost At Sea mündeten.

## Projekte

### Eigenentwicklungen
- 2013: The Inner World
- 2017: The Inner World - Der Letzte Windmönch
- 2021: Minute Of Islands
- 2021: Say No! More
- 2021: Lost At Sea
- 2024: Reignbreaker

### Auftragsarbeiten
- Kikaninchen-App im Auftrag des KiKA
- Die App mit dem Elefanten im Auftrag des WDR
- Spiel des Friedens (2015) im Auftrag des LWL-Museum für Kunst und Kultur

## Auszeichnungen
- 2021: Deutscher Entwicklerpreis als „Bestes Studio“[3]